# Ardeuil-et-Montfauxelles
Ardeuil-et-Montfauxelles è un comune francese di 86 abitanti situato nel dipartimento delle Ardenne nella regione del Grand Est.

## Società

### Evoluzione demografica
Abitanti censiti